# Mocquerysia multiflora
Mocquerysia multiflora är en videväxtart som beskrevs av Henri Hua. Mocquerysia multiflora ingår i släktet Mocquerysia och familjen videväxter. Inga underarter finns listade i Catalogue of Life.